# Isolasioptera eupatoriensis
Isolasioptera eupatoriensis är en tvåvingeart som beskrevs av Edwin Möhn 1964. Isolasioptera eupatoriensis ingår i släktet Isolasioptera och familjen gallmyggor.
Artens utbredningsområde är El Salvador. Inga underarter finns listade i Catalogue of Life.